# Kremen, Krško
Kremen je naselje v Občini Krško. Na vrhu istoimenskega hriba se nahaja cerkev Svetega Primoža in Felicijana